# Guglielmo Embriaco
 (avril 2018).
Si vous disposez d'ouvrages ou d'articles de référence ou si vous connaissez des sites web de qualité traitant du thème abordé ici, merci de compléter l'article en donnant les références utiles à sa vérifiabilité et en les liant à la section « Notes et références ».
Guglielmo Embriaco (en latin Guillermus Embriacus et en génois Ghigærmo de ri Embrieghi) né vers 1040 et mort après 1102, est un marchand et un chef militaire génois qui est venu en aide aux États latins d’Orient à la suite de la Première Croisade.

## Biographie
Il naît probablement à la fin des années 1030 et devient célèbre quand son frère Primo di Castello et lui débarquent à Jaffa en juin 1099 avec un escadron de galères (deux selon les Annales de Caffaro di Rustico, ou entre six et neuf selon Raymond d'Aguilers). L’expédition est une entreprise privée. Les deux frères se dirigent d’abord vers le sud en direction d’Ascalon, mais une armée égyptienne les force à se diriger vers l’intérieur des terres en direction de Jérusalem, alors assiégée. Ils construisent des tours de siège avec le bois d’œuvre de leurs navires démantelés et contribuent à la prise de la ville le 15 juillet. C’est à ce moment qu’il gagne son sobriquet de Caputmallei ou Testadimaglio, qui signifie « tête de maillet ».
Il aide à la prise de Jaffa puis, avec 200 à 300 hommes, participe le 12 août au siège d’Ascalon au cours duquel il commande un contingent naval au large des côtes. 
Il rentre ensuite à Gênes le 24 décembre avec son frère, porteur de lettres de Godefroy de Bouillon (avoué du Saint-Sépulcre) et de Daimbert de Pise (Patriarche latin de Jérusalem) qui relatent le succès des Croisés et le besoin urgent de renforts. Embriaco reçoit alors de la Compagna le titre de consul exercicitus Ianuensium, « consul de l’armée génoise » et est chargé de repartir avec une flotte d'environ vingt-six galères, quatre à six navires de charge, et trois à quatre mille hommes. Il embarque le 1er aout 1100, emmenant avec lui le nouveau légat apostolique, le cardinal-évêque d’Ostie.
Lors de son deuxième séjour en Terre sainte, il rencontre le roi Baudouin Ier à Laodicée et tous deux planifient une campagne pour le printemps suivant. Il passe l’hiver à Laodicée et combat les corsaires sarrasins dans de nombreuses escarmouches. En mars 1101, il repart de Laodicée, évite une importante flotte égyptienne près de Haïfa et débarque à Jaffa le lundi de Pâques. De là il accompagne Baudoin à Jérusalem pour célébrer Pâques et visiter le Jourdain. Les Génois se voient promettre un tiers du butin de la campagne et partent pour prendre la ville d'Arsuf, qui tombe le 9 mai après trois jours de siège. La ville de Césarée cède le 17 mai. Un millier de marchands arabes qui s’étaient réfugiés dans la mosquée payèrent les Génois pour leur libération et leur sécurité.
En juillet, Embriaco retourne à Gênes après avoir conclu un traité avec Tancrède, prince de Galilée. Il rencontre une flotte byzantine dans les Îles Ioniennes et débarque à Corfou pour envoyer des ambassadeurs à Constantinople. Il rentre à Gênes en triomphe en octobre.
En février 1102, il est élu consul. C’est la dernière trace connue à son sujet.

## Hommage

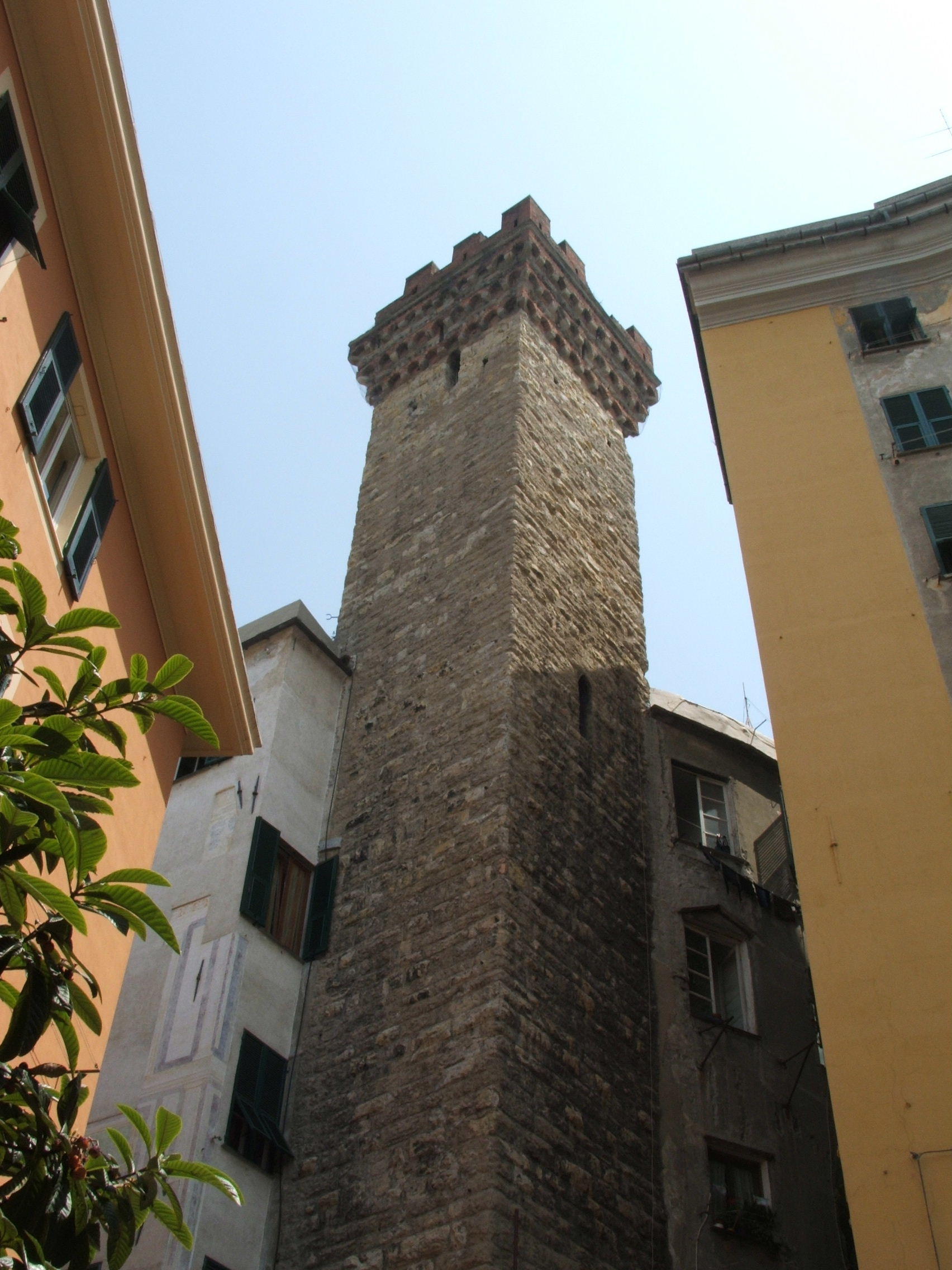
La Torre Embriaci à Gênes.

Une ancienne tour de Gênes est nommée d'après Guglielmo Embriaco : la Torre Embriaci.

## Mariage et enfants
Le nom de son épouse est inconnu, mais il a au moins un enfant :
- Hugues Ier Embriaco (italien : Ugo Embriaco), mort vers 1135, amiral de la république de Gênes et premier seigneur du Gibelet, dans le comté de Tripoli.